# HB Reavis
HB Reavis je mezinárodní developerská společnost patřící slovenskému miliardáři Ivanu Chrenkovi. Firma působí na Slovensku, v České republice, Polsku, Maďarsku, Německu, Turecku a Velké Británii; oficiální sídlo firmy je pak v Lucembursku. Firma vznikla v 90. letech. Vedle výstavby objektů firma své stavby dále i spravuje. Mezi projekty HB Reavis patří výstavba kancelářské budovy Varso Place ve Varšavě, revitalizace bratislavské čtvrti Nivy, kancelářský projekt One Waterloo v Londýně, podobný projekt Agora v Budapešti. Diskusi vyvolává projekt s názvem Vinohradská, v rámci něhož došlo v roce 2019 k demolici komplexu budov známých pod označením Transgas, proti které se stavěla část veřejnosti. Developer zde hodlá vystavět nové kancelářské budovy.

## Realizace
- ONE Waterloo, Londýn
- Vinohradská, Praha
- Agora, Budapešť
- Varso Place, Varšava
- Metronom business Center, Praha
- River Garden I - III, Praha
- Mercuria, Praha
- Stanice Nivy, Bratislava
- Radlická, Praha
- Nivy Tower, Bratislava
- Twin City Tower, Bratislava
- Farringdon Street, Londýn
- Cooper and Southwark, Londýn
- 33 Central, Londýn
- West Station I a II, Varšava
- Aupark Shopping Center, Hradec Králové
- Twin City, Bratislava
- Gdanski Business Center I a II, Varšava
- Postepu 14, Varšava
- Vaci Corner Offices, Budapešť
- Konstruktorska Business Center, Varšava
- Forum Business Center I, Bratislava
- Aupark Tower, Košice
- Aupark Shopping Center, Košice
- City Business Center III - IV, Bratislava
- Aupark Shopping Center, Žilina
- Aupark Shopping Center, Piešťany
- Logistické Centrum, Lovosice
- Apollo Business Center II, Bratislava
- Logistické Centrum, Přerov
- Aupark Tower, Bratislava
- Logistické centrum, Svaty Jur
- City Business Center I a II, Bratislava
- Logistické Centrum, Bratislava
- Apollo Business Center I, Bratislava
- Aupark Shopping Center, Bratislava
- Business Center I - IV, Bratislava